# Mazaria propinqua
A Mazaria propinqua a madarak (Aves) osztályának verébalakúak (Passeriformes) rendjébe és a fazekasmadár-félék (Tyrannidae) családjába tartozó Mazaria nem egyetlen faja.

## Rendszerezése
A fajt August von Pelzeln osztrák ornitológus írta le 1859-ben, Synallaxis nembe sorolják Synallaxis propinqua néven. Egyes szervezetek jelenleg is ide sorolják.

## Előfordulása
Dél-Amerikában az Amazonas-medencében, Bolívia, Brazília, Ecuador, Francia Guyana, Kolumbia és Peru területén honos. Természetes élőhelyei a szubtrópusi vagy trópusi nedves cserjések, folyók és patakok környéke. Állandó, nem vonuló faj.

## Megjelenése
Testhossza 16 centiméter, testtömege 18-22 gramm.

## Életmódja
Ízeltlábúakkal táplálkozik.

## Természetvédelmi helyzete
Az elterjedési területe nagy, egyedszáma pedig stabil. A Természetvédelmi Világszövetség Vörös listáján nem fenyegetett fajként szerepel.